# Eretic: Labirintul morții
 Eretic: Labirintul morții (în engleză Heretic) este un film de groază american din 2024, scris și regizat de Scott Beck și Bryan Woods. În rolurile principale, Sophie Thatcher și Chloe East sunt două misionare mormone care încearcă să convertească un bărbat (Hugh Grant) care este mai periculos decât pare.
Eretic: Labirintul morții a avut premiera la Festivalul Internațional de Film de la Toronto la 8 septembrie 2024 și a fost lansat în Statele Unite ale Americii de A24 la 8 noiembrie. A primit recenzii pozitive din partea criticilor și a încasat 59,8 milioane de dolari americani în întreaga lume. Pentru interpretarea sa, Grant a fost nominalizat la categoria cel mai bun actor la Globurile de Aur, Premiile Asociației Criticilor de Film și Premiile BAFTA, în timp ce Beck și Woods au fost nominalizați la Premiul Independent Spirit pentru cel mai bun scenariu.

## Rezumat
Două tinere misionare de la Biserica lui Isus Hristos a Sfinților din Zilele din Urmă, sora încrezătoare Barnes și sora timidă Paxton, ajung la ușa casei unui bărbat izolat de vârstă mijlocie, domnul Reed. El le invită să intre, asigurându-le că soția sa pregătește o plăcintă cu afine în spate. Încep să discute despre religie, iar Reed face câteva comentarii incomode despre credința lor și natura credinței. Când Reed iese din cameră, Barnes își dă seama că mirosul de plăcintă cu afine este de la o lumânare, ușa din față este încuiată și că nu au semnal la telefon (datorită metalului din pereți și acoperiș).
Ele îl urmăresc pe Reed în biroul⁠(d) său de studii, unde le ține o prelegere amenințătoare, argumentând că toate religiile sunt adaptările unei religii anterioare și pretinde că a găsit singura religie adevărată. Le spune fetelor că ușa de la intrare este încuiată și că nu se va deschide până în zori. El le propune fetelor să aleagă între două uși prin care să iasă din casă prin spate: una dacă încă mai cred în Dumnezeu și alta dacă nu mai cred. Barnes se răzvrătește, respingând câteva dintre afirmațiile sale. Cele două intră pe ușa pe care scrie „credință”, dar descoperă că ambele uși duc în aceeași temniță.
Apoi apare o femeie decrepită, care mănâncă o plăcintă otrăvită și moare. Reed susține că ea este un profet al lui Dumnezeu și că cele două vor fi martore la învierea ei. Un bătrân înțelept de la biserică sosește în căutarea fetelor, dar pleacă fără să le audă țipetele. Paxton observă că poziția prorociței s-a schimbat. Aceasta învie și descrie viața de apoi. Barnes respinge afirmațiile prorociței, observând asemănarea cu halucinațiile obișnuite din experiențele apropae de moarte. Când Barnes îi dă lui Paxton un semnal criptic (expresia lenjerie magică) ca să-l atace pe Reed, acesta în schimb îi tăie în gâtul domnișoarei Barnes. Apoi susține că și ea va învia.
În timp ce Barnes sângerează, Reed scoate un obiect de metal din interiorul brațului ei, susținând că este un microcip care ar dovedi că Barnes nu este reală și că lumea este doar o simulare. Paxton replică că obiectul este un implant contraceptiv⁠(d). Paxton realizează că totul a fost controlat de Reed; în timp ce fetele au fost distrase de sosirea bătrânului înțelept, o a doua femeie a ascuns cadavrul prorociței moarte, i-a luat locul și a citat o descriere a vieții de apoi, așa cum i-a fost scrisă de Reed, dar a adăugat un comentariu neplanificat: „Nu este real”. Uciderea domnișoarei Barnes de către Reed și încercarea de a o convinge pe Paxton că totul este o realitate simulată a fost o improvizație pentru a acoperi planul care mergea prost. Paxton descoperă sub masă o altă cameră subterană în care a fost ascuns cadavrul prorociței și coboară, în timp ce Reed îi promite că îi va arăta „singura religie adevărată”.
Paxton descoperă o cameră plină de femei slăbite în cuști, încuiată cu lacătul cu care și-a blocat bicicleta înainte de a intra în casa lui Reed. Ea își dă seama care este „descoperirea lui Reed”: aceea că dorința de a-i controla pe alții este rădăcina tuturor religiilor. 
Paxton îl înjunghie pe Reed cu un cuțit de deschis corespondența, dar Reed o înjunghie când ea încearcă să scape. În subsol, în timp ce sângerează, Paxton se roagă, după ce îi spune lui Reed despre experimentul rugăciunilor și că rugăciunea se face pentru a arăta bunătate față de alte persoane decât pentru a avea vreun rezultat (material). Reed se pregătește s-o ucidp, dar apare Barnes, încă în viață, care îl ucide cu o scândură de lemn cu cuie înainte de a muri și ea. 
Paxton iese pe o fereastră și un fluture se așează pe mâna ei; anterior ea a zis că dacă s-ar reîncarna ar reveni ca un fluture care s-ar așeza pe mâinile celor dragi. Fluturele dispare brusc, lăsând-o pe Paxton singură într-un peisaj plin de zăpadă.

## Distribuție
- Hugh Grant – domnul Reed [5]
- Sophie Thatcher – sora Barnes[6]
- Chloe East – sora Paxton[7]
- Topher Grace – bătrânul înțelept al bisericii Kennedy[8]
- Elle Young – prorocița din temniță[9]

## Producție
În iunie 2023, s-a dezvăluit că Scott Beck și Bryan Woods au scris și vor regiza filmul pentru A24 Films. Hugh Grant și Chloe East au fost distribuiți în roluri principale, iar Sophie Thatcher s-a alăturat acestora mai târziu.
Beck și Woods au afirmat că s-au inspirat de filmele Contact și Procesul maimuțelor, ca filme care discută serios despre religie, dar „într-un fel de context de film cu floricele de porumb”. Scrierea filmului a fost determinată de moartea tatălui lui Woods de cancer esofagian și de întrebările pe care și le-a pus cu privire la ceea ce se întâmplă după moarte. Dorind să se asigure că personajele misionare sunt cât mai autentice posibil și nu stereotipuri, producătorii filmului s-au consultat cu diverși prieteni mormoni în timpul scrierii și producției, dar și pe Thatcher și East, care ei înșiși sunt foști mormoni.
Producției i s-a permis să filmeze în timpul grevei SAG-AFTRA din 2023. Cu un buget sub 10 milioane dolari americani, filmarea principală a avut loc în Vancouver între 3 octombrie - 16 noiembrie 2023. A fost filmat în ordine cronologică.
Thatcher a interpretat o versiune cover a „Knockin’ on Heaven’s Door⁠(d)”, care este redată (și) în timpul genericului final.

## Lansare
Eretic a avut premiera la Festivalul Internațional de Film de la Toronto la 8 septembrie 2024.  A fost programat să fie lansat în cinematografe în Statele Unite ale Americii la 15 noiembrie 2024, înainte de a fi amânat până la 8 noiembrie.  A fost lansat în Regatul Unit și Irlanda cu o săptămână mai devreme, la 1 noiembrie.

## Recepție

### Box office
La data de 30 ianuarie 2025 , Eretic a încasat 28 milioane de dolari americani în SUA și Canada și 31,8 milioane de dolari americani în alte teritorii, cu un total global de 59,8 milioane de dolari americani.
În SUA și Canada, Eretic a fost lansat împreună cu The Best Christmas Pageant Ever⁠(d), La limita supraviețuirii, Weekend în Taipei și Anora, și era estimat să încaseze aproximativ 8 milioane de dolari americani în 3.221 de cinematografe în weekendul premierei. Filmul a încasat 4,3 milioane de dolari americani în prima zi, inclusiv 1,2 milioane de dolari americani din avanpremierele de joi seara. A adunat 11 milioane de dolari la debutul său, pe locul al doilea după Venom: Ultimul dans.  A câștigat 5 milioane de dolari americani în al doilea weekend (o scădere de 54,1%), iar apoi 2,2 milioane de dolari în al treilea weekend, terminând pe locul al patrulea și, respectiv, al șaptelea.  

### Răspuns critic
Pe site-ul web de agregare a recenziilor Rotten Tomatoes, 91% din cele 274 recenzii ale criticilor sunt pozitive, cu un rating mediu de 7.3/10. Consensul site-ului spune că: "Hugh Grant se distrează contagios jucând tipul răufăcător din Eretic: Labirintul morții, o groază religioasă care propovăduiește Evanghelia frisoanelor cerebrale prin șocuri ieftine."
Metacritic, care folosește o medie ponderată, a atribuit filmului un scor de 71 din 100, pe baza a 49 critici, indicând recenzii „în general favorabile”. Publicul chestionat de cei de la CinemaScore i-a acordat filmului o notă medie de „C+” pe o scară de la A+ la F, în timp ce cei intervievați de PostTrak i-au acordat un scor general pozitiv de 70%.
Peter Bradshaw, într-o recenzie din The Guardian, a descris filmul ca „îngrozitor, bizar și absurd” și a subliniat interpretarea lui Hugh Grant, numindu-l „suav, elegant și rău”.

#### Răspunsul Bisericii
O serie de Sfinți din Zilele din Urmă și foști membri ai Bisericii au lăudat filmul pentru portretizarea realistă și nuanțată a misionarilor. Biserica lui Isus Hristos a Sfinților din Zilele din Urmă a lansat o declarație prin care a condamnat portretizarea în film a violenței împotriva femeilor. Aceștia au postat apoi un articol despre siguranța misionară, menit să „ajute jurnaliștii și publicul cu întrebări și preocupări cu privire la siguranța și bunăstarea misionarilor”.

### Premii și nominalizări
| Premiu                                                          | Data ceremoniei             | Categorie                                                                        | Destinatar(i)                                | Rezultat     | Ref.   |
| --------------------------------------------------------------- | --------------------------- | -------------------------------------------------------------------------------- | -------------------------------------------- | ------------ | ------ |
| Premiile Astra Film⁠(d)                                          | [[:\|8 decembrie 2024]]⁠(d)  | Cel mai bun film de groază sau thriller                                          | Eretic: Labirintul morții                    | Nominalizare | [ 30 ] |
| Premiile Astra Film⁠(d)                                          | [[:\|8 decembrie 2024]]⁠(d)  | Cea mai bună interpretare într-un film de groază sau thriller                    | Hugh Grant                                   | Nominalizare | [ 30 ] |
| Premiile Asociației Criticilor de Film din Michigan             | 9 decembrie 2024            | Cel mai bun actor                                                                | Hugh Grant                                   | Nominalizare | [ 31 ] |
| Premiile Asociației Criticilor de Film din Las Vegas            | 9 decembrie 2024            | Cel mai bun actor                                                                | Hugh Grant                                   | Nominalizare | [ 32 ] |
| Premiile Asociației Criticilor de Film din Las Vegas            | 9 decembrie 2024            | Cel mai bun film de groază sau SF                                                | Eretic: Labirintul morții                    | Nominalizare | [ 32 ] |
| Premiile Asociației Criticilor de Film din Phoenix              | 12 decembrie 2024           | Cel mai bun film de groază                                                       | Eretic: Labirintul morții                    | Nominalizare | [ 33 ] |
| Premiile Asociației Criticilor de Film din St. Louis⁠(d)         | [[:\|15 decembrie 2024]]⁠(d) | Cel mai bun film de groază                                                       | Eretic: Labirintul morții                    | Nominalizare | [ 34 ] |
| Premiile Asociației Criticilor de Film din St. Louis⁠(d)         | [[:\|15 decembrie 2024]]⁠(d) | Cel mai bun actor⁠(d)                                                             | Hugh Grant                                   | Nominalizare | [ 34 ] |
| Premiile Asociației Criticilor de Film din Dallas–Fort Worth⁠(d) | [[:\|18 decembrie 2024]]⁠(d) | Cel mai bun actor⁠(d)                                                             | Hugh Grant                                   | locul 5      | [ 35 ] |
| Premiile Asociației Criticilor de Film din Philadelphia         | 21 decembrie 2024           | Cel mai bun actor                                                                | Hugh Grant                                   | Runner-up    | [ 36 ] |
| Online Association of Female Film Critics Awards                | 23 decembrie 2024           | Cel mai bun actor                                                                | Hugh Grant                                   | Nominalizare | [ 37 ] |
| Greater Western New York Film Critics Association Awards        | 4 ianuarie 2025             | Cel mai bun actor                                                                | Hugh Grant                                   | Nominalizare | [ 38 ] |
| Premiile Globul de Aur                                          | [[:\|5 ianuarie 2025]]⁠(d)   | Cel mai bun actor (muzical/comedie)                                              | Hugh Grant                                   | Nominalizare | [ 39 ] |
| Premiile Asociației Criticilor de Film din Austin⁠(d)            | [[:\|6 ianuarie 2025]]⁠(d)   | Cel mai bun actor                                                                | Hugh Grant                                   | Nominalizare | [ 40 ] |
| Premiile Alliance of Women Film Journalists⁠(d)                  | 7 ianuarie 2025             | Cel mai bun actor                                                                | Hugh Grant                                   | Nominalizare | [ 41 ] |
| Music City Film Critics Association Awards                      | 10 ianuarie 2025            | Cel mai bun film de groază                                                       | Eretic: Labirintul morții                    | Nominalizare | [ 42 ] |
| Premiile Asociației Criticilor de Film din Utah⁠(d)              | 11 ianuarie 2025            | Cel mai bun actor într-un film science-fiction, fantasy sau de groază            | Hugh Grant                                   | Nominalizare | [ 43 ] |
| Premiile Asociației Criticilor de Film din Hawaii               | 13 ianuarie 2025            | Cel mai bun actor                                                                | Hugh Grant                                   | Nominalizare | [ 44 ] |
| Premiile Asociației Criticilor de Film din Hawaii               | 13 ianuarie 2025            | Cel mai bun film de groază                                                       | Eretic: Labirintul morții                    | Nominalizare | [ 44 ] |
| Premiile Asociației Criticilor de Film din Chicago              | 18 ianuarie 2025            | Cel mai bun actor                                                                | Hugh Grant                                   | Nominalizare | [ 45 ] |
| Premiile Asociației Criticilor de Film din Houston              | 22 ianuarie 2025            | Cel mai bun actor                                                                | Hugh Grant                                   | Nominalizare | [ 46 ] |
| Premiul Satellite                                               | [[:\|26 ianuarie 2025]]⁠(d)  | Cel mai bun actor                                                                | Hugh Grant                                   | Nominalizare | [ 47 ] |
| Premiile Asociației Criticilor de Film                          | [[:\|7 februarie 2025]]⁠(d)  | Cel mai bun actor                                                                | Hugh Grant                                   | În așteptare | [ 48 ] |
| Premiile Artios⁠(d)                                              | [[:\|12 februarie 2025]]⁠(d) | Outstanding Achievement in Casting – Feature Studio or Independent Film (Comedy) | Carmen Cuba, Charley Medigovich, Tiffany Mak | În așteptare | [ 49 ] |
| Premiile Society of Composers & Lyricists⁠(d)                    | [[:\|12 februarie 2025]]⁠(d) | Outstanding Original Score for an Independent Film                               | Chris Bacon⁠(d)                               | În așteptare | [ 50 ] |
| Premiile BAFTA                                                  | [[:\|16 februarie 2025]]⁠(d) | Cel mai bun actor                                                                | Hugh Grant                                   | În așteptare | [ 51 ] |
| Premiile Independent Spirit                                     | [[:\|22 februarie 2025]]⁠(d) | Cel mai bun scenariu                                                             | Scott Beck și Bryan Woods                    | În așteptare | [ 52 ] |